# Президент Панами
Президент Республіки Панама — голова держави Панама.
Посада впроваджена у 1904 р. після проголошення незалежності Панами від Колумбії 3  листопада 1903 р. Президент Панами є одночасно і головою держави і уряду. Обирається на всенародних виборах строком на 5 років. Має заступника — віцепрезидента.
Треба зазначити що протягом 1968—1989 років влада президентів Панами була обмежена правлінням військових на чолі з О.Торріхосом, М.Нор'єгою.

## Перелік президентів Панами
- Мануель Амадор Герреро — 20 лютого 1904 — 1 жовтня 1908
- Хосе Домінго де Обальдія — 1 жовтня 1908 — 1 березня 1910
- Карлос Антоніо Мендоса — 1 березня — 1 жовтня 1910
- Федеріко Бойд — 1-5 жовтня 1910
- Пабло Аросемена — 5 жовтня 1910 — 1 жовтня 1912
- Белісаріо Поррас — 1 жовтня 1912 — 1 жовтня 1916
- Рамон Максіміліано Вальдес — 1 жовтня 1916 — 3 червня 1918
- Кіро Луїс Урріола — 3 червня — 1 жовтня 1918
- Педро Антоніо Діас — 1 — 12 жовтня 1918
- Белісаріо Поррас — 12 жовтня 1918 — 30 січня 1920
- Ернесто Тісдель — 30 січня — 1 жовтня 1920
- Белісаріо Поррас — 1 жовтня 1920 — 1 жовтня 1924 (втретє)
- Родольфо Чіарі — 1 жовтня 1924 — 1 жовтня 1928
- Флоренсіо Гармодіо — 1 жовтня 1928 — 3 січня 1931
- Гармодіо Аріас — 3-16 січня 1931
- Рікардо Хоакін Альфаро — 16 січня 1931 — 5 червня 1932
- Гармодіо Аріас — 5 червня 1932 — 1 жовтня 1936 (вдруге)
- Хуан Деностенас Аросемена — 1 жовтня 1936 — 16 грудня 1939
- Езекіель Фернандес — 16-18 грудня 1939
- Аугусто Самюель Бойд — 18 грудня 1939 — 1 жовтня 1940
- Арнульфо Аріас — 1 жовтня 1940 — 9 жовтня 1941
- Рікардо Адольфо де ла Гвардія — 9 жовтня 1941 — 15 червня 1945
- Енріке Адольфо Хіменес — 15 червня 1945 — 7 серпня 1948
- Домінго Діас — 7 серпня 1948 — 28 липня 1949
- Арнульфо Аріас — 24 листопада 1949 — 9 травня 1951 (вдруге)
- Альчібідес Аросемена — 9 травня 1951 — 1 жовтня 1952
- Хосе Рамон Кантера — 1 жовтня 1952 — 2 січня 1955
- Хосе Рамон Гуїсадо — 2 січня — 29 березня 1955
- Рікардо Аріас — 29 березня 1955 — 1 жовтня 1956
- Ернесто де ла Гвардія — 1 жовтня 1956 — 1 жовтня 1960
- Роберто Чіарі — 1 жовтня 1960 — 1 жовтня 1964
- Марко Роблес — 1 жовтня 1964 — 1 жовтня 1968
- Арнульфо Аріас — 1 — 11 жовтня 1968 (втретє)
- Болівар Уррутіо  Парілья — 11 жовтня 1968 — 18 грудня 1969
- Деметріо Лакас — 19 грудня 1969 — 11 жовтня 1978
- Арістід Ройо Санчес — 11 жовтня 1978 — 31 липня 1982
- Рікардо де ла Еспріелья — 31 липня 1982 — 13 лютого 1984
- Хорхе Іллюека — 13 лютого — 11 жовтня 1984
- Ніколас Ардіто Барлетта — 11 жовтня 1984 — 28 вересня 1985
- Артуро Дельвальє — 28 вересня 1985 — 26 листопада 1988
- Мануель Соліс — 26 листопада 1988 — 1 вересня 1989
- Франсіско Родрігес — 1 вересня — 20 грудня 1989
- Гільєрмо Ендара — 20 грудня 1989 — 1 вересня 1994
- Ернесто Перес-Бальядарес — 1 вересня 1994 — 1 вересня 1999
- Мірея Москосо — 1 вересня 1999 — 1 вересня 2004
- Мартін Торріхос — 1 вересня 2004 — 1 липня 2009
- Рікардо Мартінеллі — 1 липня 2009 — 1 липня 2014
- Хуан Карлос Варела — 1 липня 2014 — 1 липня 2019
- Лаурентіно Кортісо — 1 липня 2019 — 1 липня 2024
- Хосе Рауль Муліно  — 1 липня 2024 —